# シーレイヴン (潜水艦)
シーレイヴン (英: USS Searaven, SS-196) は、アメリカ海軍の潜水艦。サーゴ級潜水艦の一隻。艦名はカサゴ目カジカ科の一部の通称に因んで命名された。

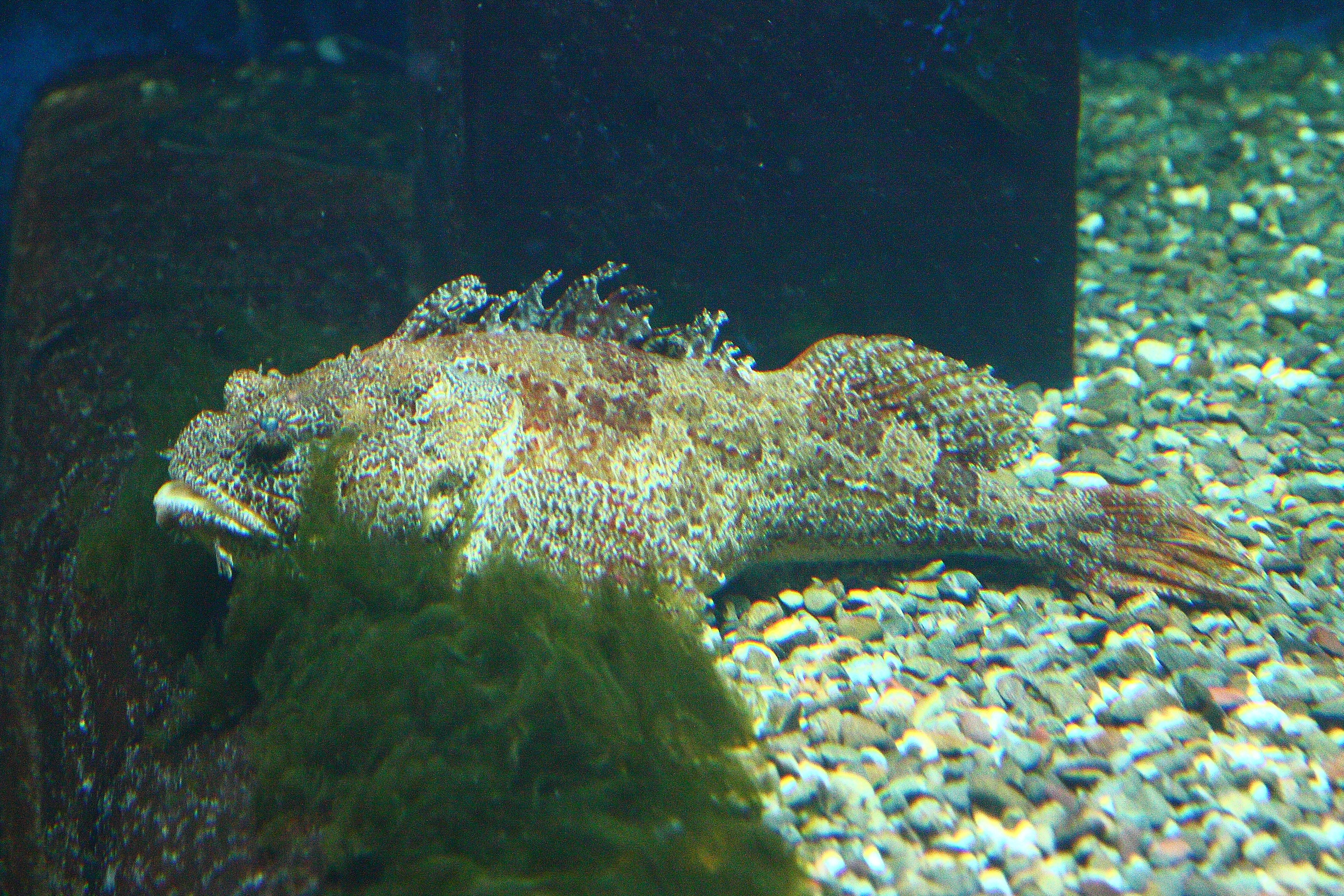
シーレイヴン（Sea raven）

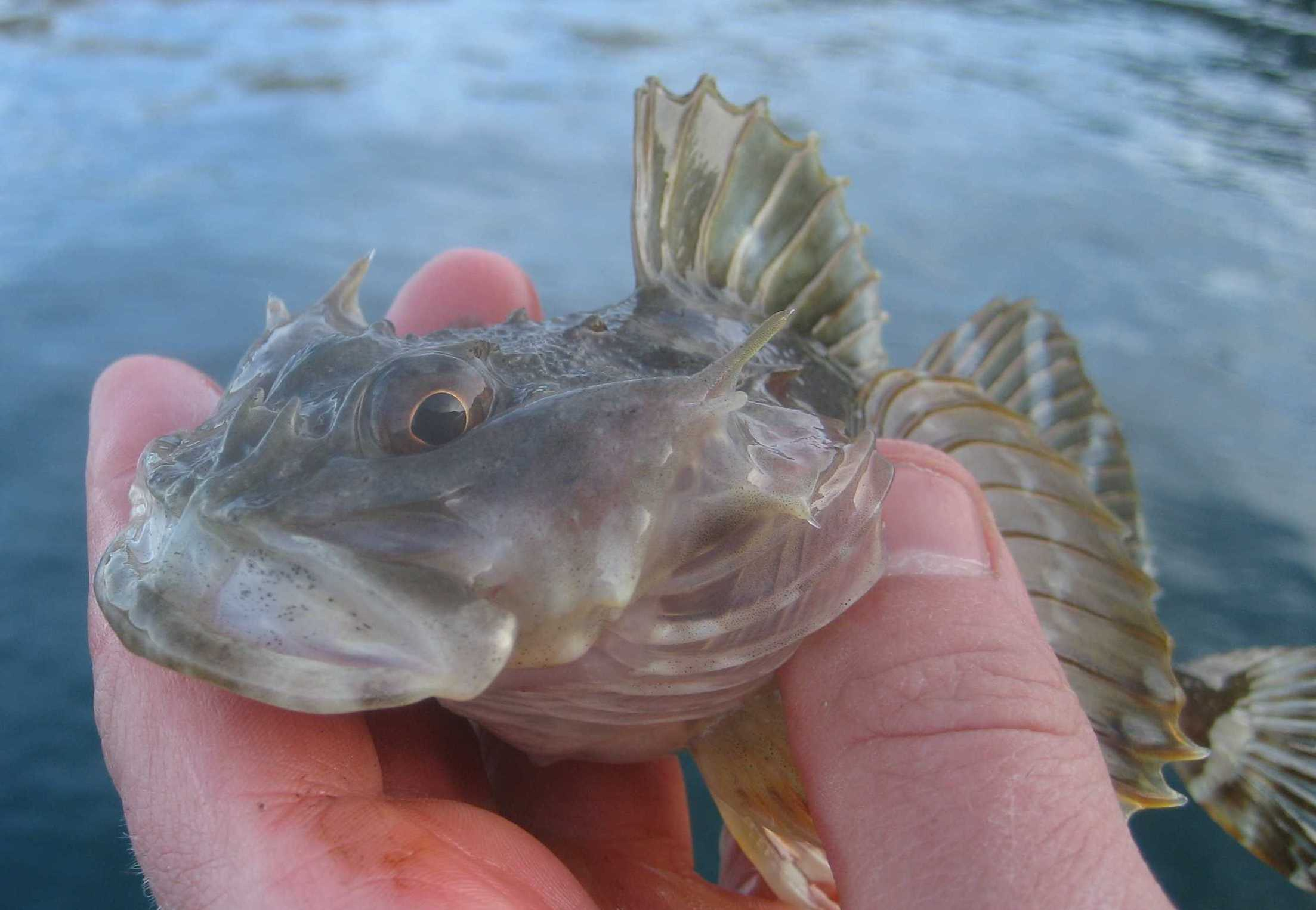
ロングホーン・スカルピン（通称Sea raven）

## 艦歴
シーレイヴンは1938年8月9日にメイン州キタリーのポーツマス海軍造船所で起工した。1939年6月21日にキュロス・W・コール夫人によって命名、進水し、1939年10月2日に艦長トーマス・G・リーミイ少佐の指揮下就役する。
アメリカ合衆国が第二次世界大戦に参戦するまでの2年間、シーレイヴンはフィリピン海域で活動、訓練および艦隊演習に従事した。日本軍による真珠湾攻撃時、シーレイヴンはセオドア・C・アルワード少佐（アナポリス1926年組）の指揮下にあり、マニラ湾のカヴィテ海軍工廠に入渠中であった。

### 第1、第2の哨戒 1941年12月 - 1942年3月
12月9日、シーレイヴンは最初の哨戒で台湾方面に向かった。台湾海峡方面などで哨戒し、哨戒期間中にマニラに陥落の危機が迫ったので、シーレイヴンは任務完了の際にはダーウィンに向かうよう指示された。シーレイヴンはセレベス島近海やモルッカ海などを哨戒しつつダーウィンに向かった。途中でいくつかの目標を発見したものの、攻撃には至らなかった。1942年1月19日、シーレイヴンは41日間の行動を終えてダーウィンに帰投した。
1月28日、シーレイヴンは2回目の哨戒で南シナ海、インドシナ半島方面に向かった。2月3日、シーレイヴンはモルッカ海峡における夜間の戦闘で吹雪型駆逐艦と思しき艦艇と交戦してこれを撃沈し、最初の戦果を上げたと判断され、これはバターン半島とコレヒドール島で包囲されたアメリカ・フィリピン両軍への補給のアシストとして称えられた。3月12日、シーレイヴンは43日間の行動を終えてフリーマントルに帰投。艦長がハイラム・キャシディー少佐（アナポリス1931年組）に代わった。

### 第3、第4、第5の哨戒 1942年4月 - 11月
4月2日、シーレイヴンは3回目の哨戒でオランダ領東インド諸島のティモール島に向かった。4月18日、シーレイヴンは日本軍の占拠するティモールから脱出を図った32名のオーストラリア空軍兵士を救助した。その5日後、シーレイヴンは主機関室から火災を発生し、完全に航行不能となった。スナッパー (USS Snapper, SS-185) や駆逐艦が救援に駆けつけ、シーレイヴンのオーストラリア入港を支援した。4月25日、シーレイヴンは23日間の行動を終えてフリーマントルに帰投した。
6月28日、シーレイヴンは4回目の哨戒でセレベス島方面に向かった。この哨戒では、特に目ぼしい出来事はなかった。8月6日、シーレイヴンは40日間の行動を終えてフリーマントルに帰投した。
9月27日、シーレイヴンは5回目の哨戒で南シナ海に向かった。10月10日から12日にかけて、シーレイヴンはスンダ海峡で複数回の攻撃を行って敵艦に損傷を与えた。この戦果は当初は「6,853トンの日本船撃沈改め撃破、7,915トンのドイツ船撃沈」とされたが、実際の戦果はナチス・ドイツの柳船レーゲンスブルク（Regensburg）の撃破であった。11月17日には、クリスマス島沖で特設運送船日晴丸（日保商会、833トン）を撃沈した。シーレイヴンはこの哨戒で、合計23,400トンの敵艦を沈めたと判断した。11月24日、シーレイヴンは58日間の行動を終えてフリーマントルに帰投した。

### 第6、第7、第8の哨戒 1942年12月 - 11月
12月18日、シーレイヴンは6回目の哨戒でバンダ海、セラム海およびパラオ方面に向かった。1943年1月9日、シーレイヴンはパラオ西水道沖で陸軍船夕映丸（栗林商船、3,217トン）を撃破。1月14日には北緯09度00分 東経130度50分 / 北緯9.000度 東経130.833度の地点でマニラ行きの輸送船団を発見し、陸軍輸送船白羽丸（辰馬汽船、5,693トン）に4本の魚雷を発射して撃沈し、返す刀で特設駆潜艇第一元日丸（日本水産、216トン）も撃沈して、最初の確認された戦果を上げた。2月10日、シーレイヴンは55日間の行動を終えて真珠湾に帰投。その2日後にメア・アイランド海軍造船所でのオーバーホールのため本国へ向かった。シーレイヴンは5月7日にオーバーホールを終え、5月25日に真珠湾へ戻った。
6月7日、シーレイヴンは7回目の哨戒でマリアナ諸島方面に向かった。この哨戒でシーレイヴンは南鳥島を偵察したが、敵艦とは遭遇しなかった。7月29日、シーレイヴンは43日間の行動を終えてミッドウェー島に帰投した。
8月20日、シーレイヴンは8回目の哨戒で日本近海に向かった。9月1日に塩屋埼灯台近海に到着して以降、本州北東部を哨戒した。しかし、この哨戒では攻撃に値する目標に遭遇することはなかった。10月6日、シーレイヴンは47日間の行動を終えて真珠湾に帰投。艦長がメルヴィン・H・ドライ少佐（アナポリス1934年組）に代わった。

### 第9、第10、第11の哨戒 1943年11月 - 1944年5月

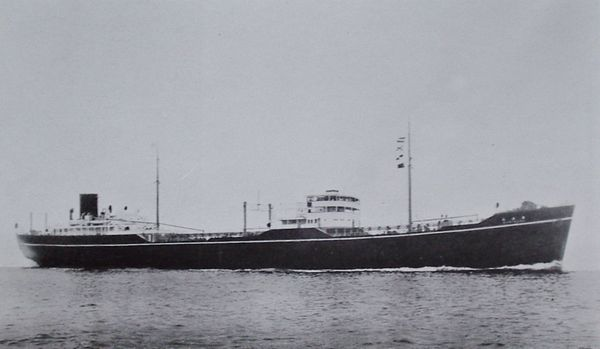
東亜丸

11月3日、シーレイヴンは9回目の哨戒でトラック諸島方面に向かった。3日の期間を空けた後ウルフパックと共にギルバート諸島攻略戦（ガルヴァニック作戦）に参加した艦艇への支援を行った。11月25日、シーレイヴンはポンペイ島北方で、駆逐艦秋雲の護衛がついた特設運送船（給油）東亜丸（飯野海運、10,052トン）を発見し、魚雷を2本命中させて東亜丸を撃沈。夕方まで秋雲による爆雷攻撃が行われたが、シーレイヴンには何の被害もなかった。12月6日、シーレイヴンは49日間の行動を終えて真珠湾に帰投した。
1944年1月17日、シーレイヴンは10回目の哨戒でカロリン諸島方面に向かった。この哨戒では、エニウェトク環礁に対する写真撮影偵察およびマーシャル諸島、マリアナ諸島およびトラックに対する空襲部隊の救助艦任務に従事した。シーレイヴンは3名のパイロットを救助したが、それ以外に戦果はなかった。3月3日、シーレイヴンは47日間の行動を終えてミッドウェー島に帰投した。
3月26日、シーレイヴンは11回目の哨戒で小笠原諸島方面に向かった。シーレイヴンはこの哨戒において2度の攻撃を行い、2隻6,500トンの戦果を報告した。このうちの一つ、4月17日の戦闘では、北緯25度52分 東経142度24分 / 北緯25.867度 東経142.400度の地点で特設掃海艇第二号能代丸（日本海洋漁業、216トン）を撃沈した。5月4日、シーレイヴンは45日間の行動を終えて真珠湾に帰投。短期間のオーバーホールに入った。

### 第12、第13の哨戒 1944年8月 - 12月
8月15日、シーレイヴンは12回目の哨戒で千島列島へ向かった。9月21日の夜、悪天候の中を浮上したシーレイヴンは北緯49度36分 東経145度30分 / 北緯49.600度 東経145.500度の地点で、船団から脱落した陸軍船利山丸（宮地汽船、4,850トン）を雷撃により撃沈した。利山丸の沈没はすぐに把握できなかった。護衛の駆逐艦神風が爆発音を聞いており、状況捜索に向かった給糧艦白埼が9月28日になって北知床岬近海で多数の漂流物を発見し、これで利山丸の沈没を悟った。9月25日の夜には2隻のトロール船、4隻の大型サンパンおよび4隻の小型サンパンに遭遇した。シーレイヴンは8隻のサンパンおよび2隻のトロール船の250ヤード真横を潜航し、それぞれに1発から3発の魚雷を発射した、最初の攻撃を切り抜けた敵艦に対しても同様の攻撃を繰り返し、全てを破壊した。シーレイヴンはこの哨戒で、都合12隻の敵艦船を撃沈した。

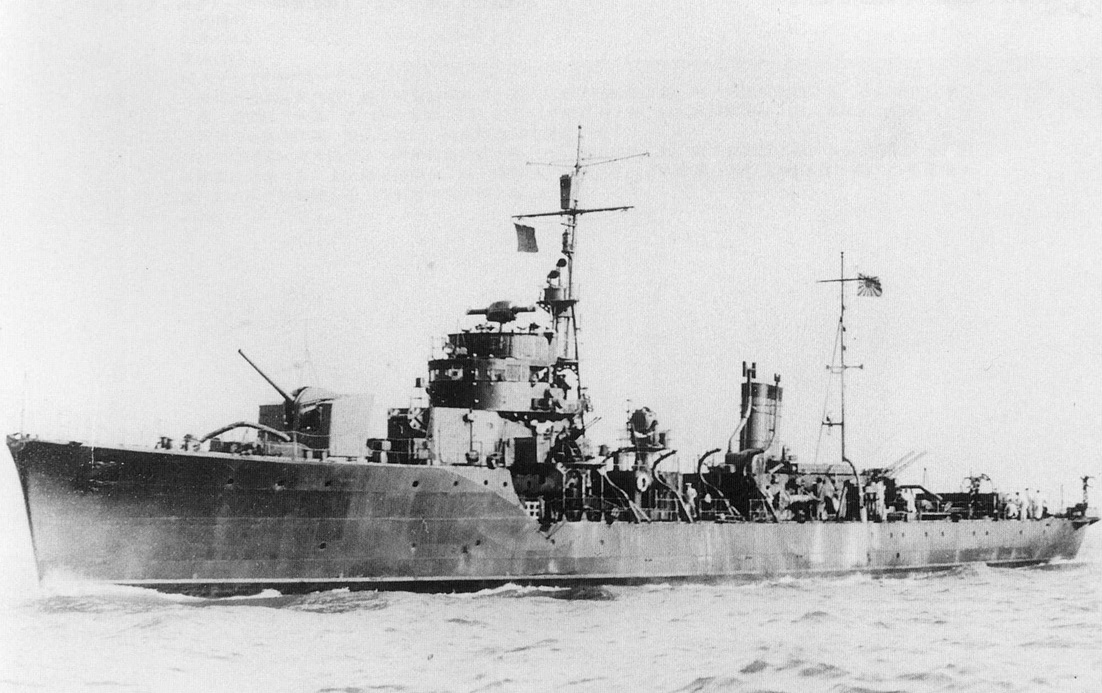
海防艦「能美」

9月27日未明、北緯45度44分 東経148度41分 / 北緯45.733度 東経148.683度の地点で1隻の日本の船を発見。シーレイヴンは浮上砲戦でこれを片付けることにして砲撃を開始。シーレイヴンは相手を小型の哨戒艇と判断していたが、実際は海防艦能美であり、能美は船団護衛中に濃霧により船団が分裂状態となってしまっていた。能美もシーレイヴンに対し応戦を開始するが、シーレイヴンの砲撃で能美の乗員7名が戦死し、16名が負傷した。やがて相手が大型の船であることに気がついたシーレイヴンは急速潜航の後、能美に対して魚雷3本を発射したが、命中しなかった。
能美は探照灯を破壊されるなどの損傷を受けて中破し、稚内、小樽経由で大湊へ向かった。
10月6日、シーレイヴンは52日間の行動を終えてミッドウェー島に帰投。艦長がレイモンド・バーストロング少佐（アナポリス1938年組）に代わった。
11月1日、シーレイヴンは13回目の哨戒でパンパニト (USS Pampanito, SS-383)、シーキャット (USS Sea Cat, SS-399) およびパイプフィッシュ (USS Pipefish, SS-388) とウルフパックを構成し、南シナ海に向かった。12月3日、シーレイヴンは北緯06度31分 東経106度12分 / 北緯6.517度 東経106.200度の地点で南下してくるヒ83船団を僚艦とともに迎え撃ち、1隻の貨物船とタンカーを単独で1隻の船舶をシーキャットと共同で撃沈したと判断。しかし、これらの戦果は認定されず、シーキャットによるタンカーはりま丸（石原汽船、10,045トン）撃破のみが認定された。12月25日、シーレイヴンは52日間の行動を終えて真珠湾に帰投。これがシーレイヴンの最後の哨戒となった。

### 訓練艦・戦後
シーレイヴンは第一線を退いた後、終戦まで訓練艦としての任務に従事した。終戦後は、ビキニ環礁で1946年に行われた核実験「クロスロード作戦」において標的艦として使用された。シーレイヴンは大きな損傷もなく実験を切り抜けた。その後1946年12月11日に退役、1948年9月11日に標的艦として海没処分され、1948年10月21日に除籍された。
シーレイヴンは、第二次世界大戦の戦功で10個の従軍星章を受章した。